# القيادة (مترو دبي)

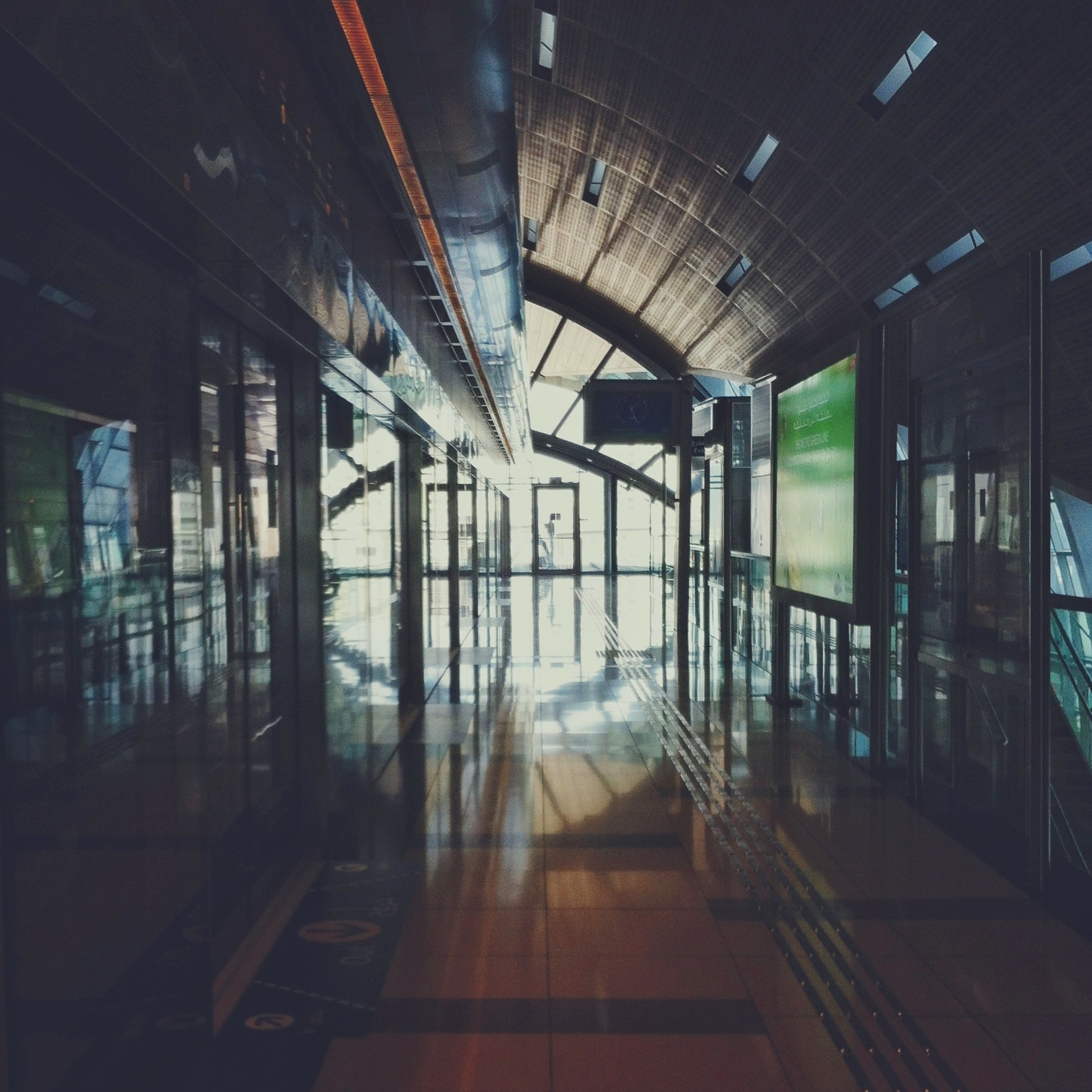
محطة القيادة

محطة القيادة (بالإنجليزية: Al-Qiyadah station)‏؛ هي محطة نقل سريع على الخط الأخضر لشبكة مترو دبي التي تخدم دبي في الإمارات العربية المتحدة.